# Denis Langlois
Denis Langlois (Francia, 10 de diciembre de 1968) es un atleta francés retirado especializado en la prueba de 5 km marcha, en la que consiguió ser medallista de bronce europeo en pista cubierta en 1994.

## Carrera deportiva
En el Campeonato Europeo de Atletismo en Pista Cubierta de 1994 ganó la medalla de bronce en los 5 km marcha, con un tiempo de 18:43.20 segundos, tras el ruso Mikhail Shchennikov  y el alemán Ronald Weigel.